# Damien Hardman
Damien Hardman (Sydney, 23 gennaio 1966) è un surfista australiano.
Già a 19 anni Hardman vinse il titolo mondiale junior, guadagnando così l'accesso all'ASP world tour. Ha vinto due titoli mondiali, nel 1987 e nel 1991, e si è ritirato dalle competizioni nel 1999.